# Российско-центральноафриканские отношения
Дипломатические отношения между Российской Федерацией и Центральноафриканской республикой были установлены 9 января 1992 года после признания Российской Федерации со стороны последней. На данный момент ЦАР содержит посольство в Москве, а Россия, в свою очередь, посольство в Банги.

## История отношений

### Советский период
Сразу после провозглашения независимости Центральноафриканской республики (ЦАР) от Франции 13 августа 1960 года она была признана СССР. 7 декабря того же года между двумя государствами были установлены дипломатические отношения.
Потепление в двусторонних отношениях между странами произошло после прихода в 1966 году к власти в ЦАР Жана-Беделя Бокассы, придерживавшегося просоветской ориентации. В 1960-х и 1970-х годах на территории африканского государства работало до 150 советских специалистов в области медицины, образования, сельского хозяйства, геологии и спорта. С 1966 года свыше 500 граждан ЦАР окончило высшие учебные заведения в СССР. Между странами были также заключены соглашения о торговле (1969) и об экономическом и техническом сотрудничестве (1970). В июне 1970 года Бокасса посетил СССР с официальным визитом. В частности, широко известны посещение им детского лагеря «Артек», а также установление личного знакомства с Леонидом Брежневым.
В 1976 году Бокасса провозгласил себя императором Центральной Африки, а своё государство — империей, что, однако, не повлияло на взаимоотношения страны с СССР. Более того, когда в 1979 году император был свержен при поддержке Франции, а к власти пришла оппозиция, газета «Правда» — официальный печатный орган КПСС, опубликовала заметку со словами о том, что «Советский Союз решительно осуждает военное и политическое вмешательство империализма во внутренние дела независимых африканских государств».
22 января 1980 года СССР приостановил дипломатические отношения с ЦАР и впоследствии возобновил их лишь в марте 1988 года.

### Современный период

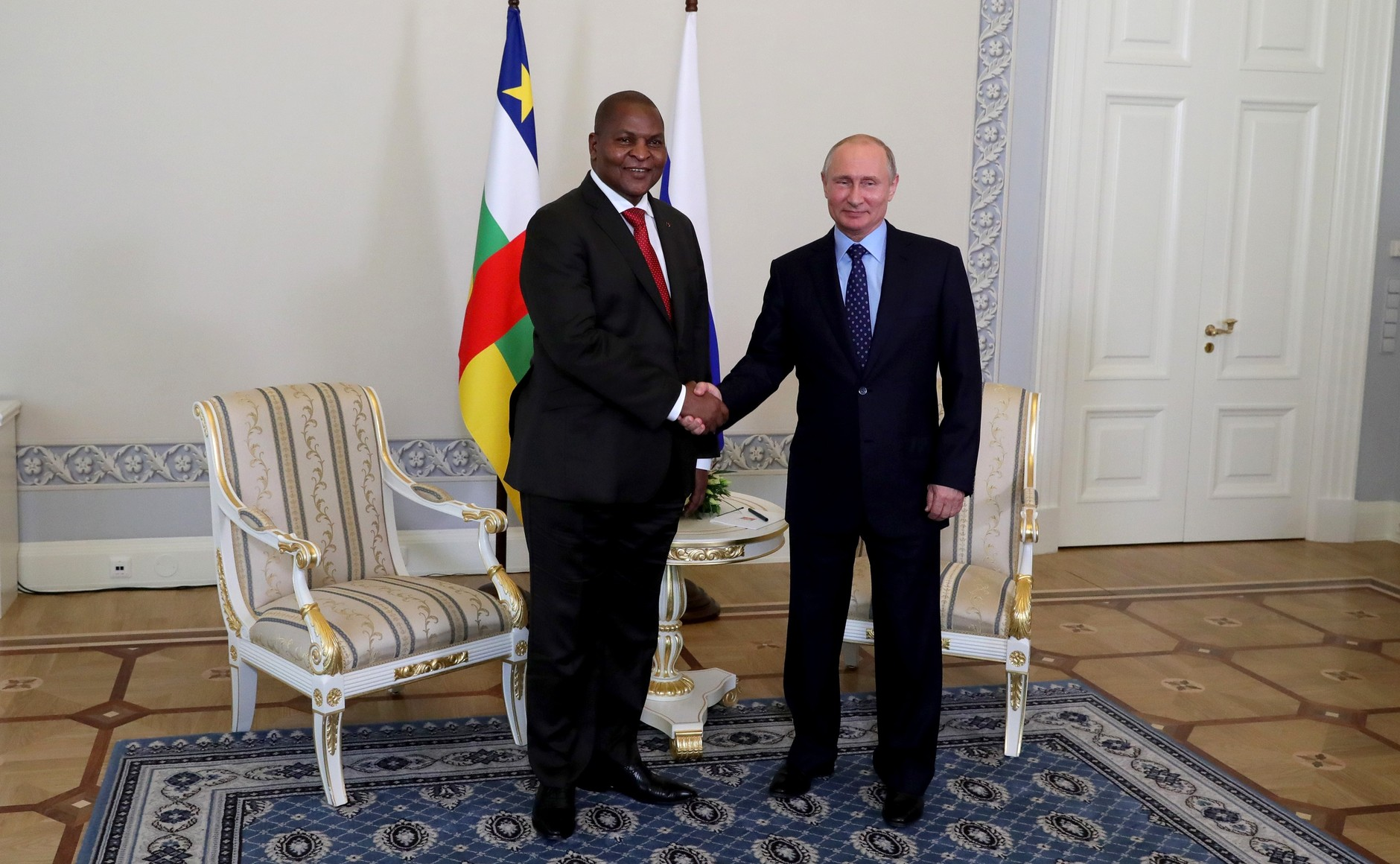
Владимир Путин и Фостен-Арканж Туадера, 23 мая 2018

9 января 1992 года государство Российская Федерация было официально признано ЦАР. В феврале 1994 года в Банги — столице ЦАР — впервые состоялись политконсультации представителя департамента Африки (ДАФ) МИД РФ с центральноафриканским министром иностранных дел. Последний выступил за придание подобного рода консультациям регулярного характера и подписание соответствующего протокола. 
В апреле 1997 года в Банги состоялись краткие встречи и беседы директора ДАФ МИД РФ с генеральным секретарём и директором Управления политических вопросов МИД ЦАР, 
а в мае 2001 года заместителем директора ДАФ МИД РФ были проведены межмидовские консультации с руководством МИД ЦАР.
В марте 2018 года Россия согласилась оказать Центральноафриканской Республике безвозмездную военную помощь, направив стрелковое оружие, боеприпасы и 175 инструкторов для обучения ВС ЦАР. Считается, что военные специалисты являются членами группы Вагнера. По состоянию на январь 2019 года, ЦАР рассматривает возможность размещения базы Вооружённых сил России.
Финансовая задолженность ЦАР перед Россией составляет 860 000 долл., которую страна не может погасить самостоятельно из-за отсутствия финансовых резервов.
Как отмечает МИД РФ, отношения между ЦАР и Россией на данный момент имеют «ровный характер». В 2021 году в столице республики — Банги — был установлен Памятник российским военным инструкторам в ЦАР.

## Дипломатические представительства

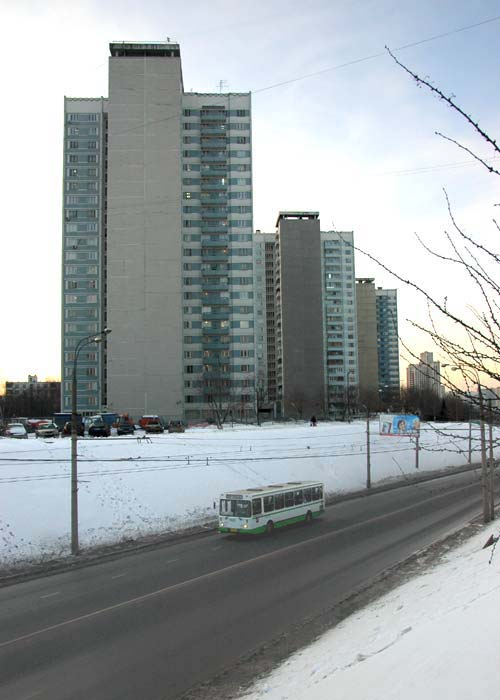
Здание по ул. 26-ти Бакинских Комиссаров, в котором располагается посольство Центральноафриканской Республики

Посольство России в ЦАР находится в Банги, на проспекте Гамаля Абделя Насера, 1405. С 15 января 2019 года по 10 января 2022 года послом России в ЦАР являлся Владимир Ефимович Титоренко. 10 января 2022 года новым послом РФ в ЦАР назначен Александр Михайлович Бикантов.
Посольство ЦАР в России находится в Москве, на улице 26-ти Бакинских Комиссаров, 9. С 24 ноября 2020 года послом Центральноафриканской Республики в Российской Федерации является Леон Додону-Пунагаза.